# Lemzor
Lemzor (en francès Lempzours) és un municipi francès situat al departament de la Dordonya i a la regió de la Nova Aquitània.

## Demografia
| 1962                                       | 1968 | 1975 | 1982 | 1990 | 1999 | 2007 |
| ------------------------------------------ | ---- | ---- | ---- | ---- | ---- | ---- |
| 177                                        | 155  | 139  | 123  | 121  | 111  | 132  |
| Des de 1962: població sense dobles comptes |      |      |      |      |      |      |

## Administració
| Període   | Identitat               | Partit |
| --------- | ----------------------- | ------ |
| 1983-1995 | Jean Baptiste Girardeau |        |
| 1995-2008 | Guy Michel Feymendy     |        |
| 2008-     | Thérèse Chassain        |        |